# Иванов, Глеб Александрович
Глеб Александрович Иванов (род. 6 февраля 2003, Москва) — российский хоккеист, защитник.

## Биография
Играл в школах московских «Динамо» (2011—2013, 2018—2019) и ЦСКА (2013—2018). В сезонах 2019/20 — 2020/21 выступал за МХК «Динамо» Москва в МХЛ, обладатель Кубка Харламова (2020/21). Сезон 2021/22 провёл в команде WHL «Медисин-Хат Тайгерс». 2 июня 2022 года подписал трёхсторонний контракт с «Торпедо» Нижний Новгород. 16 сентября дебютировал в КХЛ. 25 декабря продлил соглашение до окончания сезона 2024/25. 31 октября 2023 года был обменян в «Северсталь» на денежную компенсацию.
Серебряный призёр юниорского чемпионата мира 2021 года.